# Pycnogonum tenue
Pycnogonum tenue är en havsspindelart som beskrevs av Slater, H.H. 1879. Pycnogonum tenue ingår i släktet Pycnogonum och familjen Pycnogonidae. Inga underarter finns listade i Catalogue of Life.